# Riesenwanzen

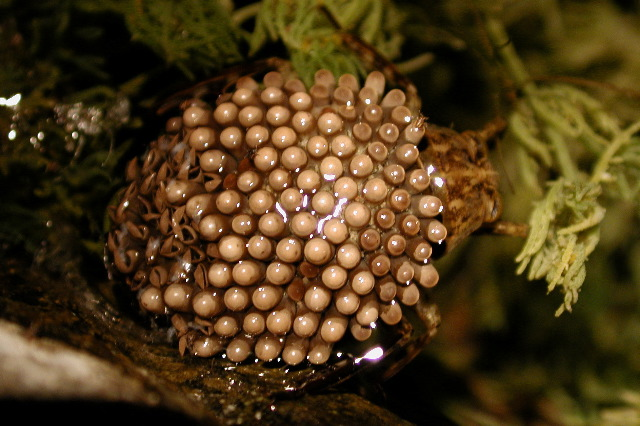
Männliche Riesenwanze mit Eigelege am Rücken

Riesenwanzen (Belostomatidae) sind eine Familie der Wanzen (Heteroptera) in der Teilordnung der Wasserwanzen (Nepomorpha). Sie kommen weltweit mit ca. 150 Arten vor, von denen in Europa nur eine Art, Lethocerus patruelis, beheimatet ist. Ihr Hauptverbreitungsgebiet sind die Tropen und Subtropen.

## Merkmale
Die Wanzen erreichen Körperlängen zwischen 2 und 12 Zentimetern. Damit gehören einige Vertreter dieser Familie zu den größten Wanzen weltweit. Sie haben einen ovalen, stromlinienförmigen und flachen Körperbau und sind meist dunkelbraun gefärbt. Ihre Vorderbeine sind wie bei den nahe verwandten Skorpionswanzen (Nepidae) zu kräftigen Fangbeinen ausgebildet. Ihre mittleren und hinteren Beinpaare sind dagegen anders als bei den Skorpionswanzen als Schwimmbeine mit breit abgeflachten Schienen (Tibien) und Fußgliedern (Tarsen) und dichten starren Schwimmborsten gut entwickelt. Sie sind gute Schwimmer und gute Flieger. Sie haben Duftdrüsen am Hinterleib und eine sehr kurze, ausstülpbare Atemröhre am Hinterleibsende.

## Lebensweise
Die sowohl in stehenden wie langsam fließenden Gewässern lebenden Wanzen halten sich zumeist am Grund der Gewässer auf und machen dort Jagd auf Gliederfüßer, Molche, Frösche und Fische. Sie fangen ihre Beute und injizieren ihnen mit ihrem Stechrüssel ihren Speichel, der die Beute betäubt und von innen auflöst. Der Stich ist auch für Menschen schmerzhaft. Die Tiere kommen am Abend oft an Land und fliegen umher, da sie, besonders während der Paarungszeit, von Lichtquellen angezogen werden.

## Entwicklung
Bei einigen Arten der Riesenwanzen suchen sich die Weibchen aktiv ihren Partner. Die Männchen machen auf sich aufmerksam, indem sie durch periodische Bewegungen charakteristische Wellenbildungen auf der Wasseroberfläche erzeugen. Die Paarung wird bis zu 30 mal wiederholt. Einen Monat nach der Paarung sind die Eier ablegereif. Zwischen Männchen und Weibchen findet dann ein regelrechter Kampf statt, bei dem das Weibchen regelmäßig siegt und das Männchen gefügig macht. Es besteigt das Männchen und klebt ihre Eier auf seinen Rücken. Ein durchschnittliches Gelege umfasst 100 Eier. Das Männchen betreibt Brutfürsorge und trägt die Eier umher und bewacht sie, bis die Larven nach etwa einer Woche schlüpfen und dann ein eigenständiges Leben führen. Bei höheren Temperaturen kann sich die Brutzeit verkürzen. Anschließend sind die Männchen wieder paarungsbereit. Oft tragen die Männchen Reste leerer Eischalen noch längere Zeit auf dem Rücken. Paaren sie sich erneut, entfernt das Weibchen diese Reste vor der Eiablage.

## Nutzung durch den Menschen
In Teilen Ostasiens und Südostasiens werden Riesenwanzen als Speiseinsekten genutzt. Man fängt sie mit auf dem Wasser treibenden Fallen, die mit UV-Lampen bestrahlt werden.

## Systematik
Die Familie der Riesenwanzen wird in drei Unterfamilien eingeteilt:
Unterfamilie Belostomatinae
- Abedus
- Appasus
- Belostoma
- Diplonychus
- Hydrocyrius
- Limnogeton
- Poissonia
- Sphaerodema
- Weberiellia

Unterfamilie Horvathiniinae
- Horvathinia

Unterfamilie Lethocerinae
- Benacus
- Kirkaldyia
- Lethocerus

## Arten (Auswahl)
- Abedus herberti Hidalgo, 1935
- Appasus japonicus Vuillefroy, 1864
- Lethocerus americanus (Leidy, 1847)
- Lethocerus deyrollei (Vuillefroy, 1864)
- Lethocerus grandis (Linnaeus, 1758)
- Lethocerus indicus (Lepeletier & Serville, 1775)
- Lethocerus insulanus Montandon, 1898
- Lethocerus patruelis (Stål, 1854)

## Fossile Belege
Fossile Belege von Riesenwanzen sind sehr selten. Zu den ältesten fossilen Funden gehört eine Riesenwanze aus dem eozänen Moler Dänemarks.